# XII Premis Cinematogràfics José María Forqué
La cerimònia dels XII Premis Cinematogràfics José María Forqué es va celebrar al Teatro Real de Madrid el 8 de maig de 2007. Es tracta d'uns guardons atorgats anualment des de 1996 per l'EGEDA com a reconeixement a les millors produccions cinematogràfiques espanyoles pels seus valors tècnics i artístics produïdes entre l'1 de gener i el 31 de desembre de 2006.
La gala fou presentada per Jaydy Michel i Juanjo Puigcorbé. Hi va assistir la ministra de Cultura, Carmen Calvo, la presidenta de la Comunitat de Madrid Esperanza Aguirre, Concha Velasco, Antonio Mercero, Miriam Díaz Aroca, Jose Toledo, Carlos Iglesias o Llum Barrera, entre d'altres. El premi es de 30.050 euros a la millor pel·lícula i 6.010 euros al de la millor pel·lícula documental o d'animació. El president d'EGEDA, Enrique Cerezo, va aprofitar per demanar lleis per frenar la pirateria audiovisual.

## Nominacions i premis
Els nominats i guanyadors d'aquesta edició foren: 
| Millor pel·lícula                                                   | Millor documental o animació          |
| ------------------------------------------------------------------- | ------------------------------------- |
| - El laberinto del fauno - Azuloscurocasinegro - Volver - Alatriste | - Cineastes en acció de Carlos Benpar |
| Medalla d'honor                                                     |                                       |
| José Antonio Sáinz de Vicuña                                        |                                       |